# Liga Europy UEFA (2009/2010)/Faza kwalifikacyjna/Mecze - II runda

## Pierwsze mecze
| 116 lipca 2009 | Rosenborg BK | 0:0   | Qarabağ FK |                                                                                            |
| 19:00 CET      |              | (0:0) |            | Lerkendal Stadion · Trondheim, Norwegia · Sędzia: Dimitar Meckarowski Macedonia Północna · |

| 216 lipca 2009 | Zimbru Kiszyniów | 0:0   | FC Paços de Ferreira |                                                                        |
| 18:30 CET      |                  | (0:0) |                      | Stadion Zimbru · Kiszyniów, Mołdawia · Sędzia: Philippe Kalt Francja · |

| 316 lipca 2009 | AC Juvenes/Dogana | 0:1   | Polonia Warszawa |                                                                         |
| 20:30 CET      |                   | (0:1) | Kokosiński 2'    | Stadion Montecchio · Dogana, San Marino · Sędzia: John Mcbeth Szkocja · |

| 416 lipca 2009 | Sturm Graz           | 2:1   | NK Široki Brijeg |                                                                  |
| 19:15 CET      | Haas 12' · Hölzl 38' | (2:0) | Ljubić 67'       | UPC-Arena · Graz, Austria · Sędzia: David George Collins Walia · |

| 516 lipca 2009 | FC Basel                                 | 3:0   | FC Santa Coloma |                                                                      |
| 19:30 CET      | Sahin 23' · Streller 48' · Almerares 59' | (1:0) |                 | St. Jakob-Park · Bazylea, Szwajcaria · Sędzia: Ceri Richards Walia · |

| 616 lipca 2009 | FC Honka                   | 2:0   | Bangor City |                                                                          |
| 18:00 CET      | Perovuo 15' · Schuller 74' | (1:0) |             | Tapiolan urheilupuisto · Espoo, Finlandia · Sędzia: Matej Jug Słowenia · |

| 716 lipca 2009 | MŠK Žilina               | 2:0   | Dacia Kiszyniów |                                                                         |
| 17:30 CET      | Oravec 57' · Lietava 77' | (0:0) |                 | Štadión pod Dubňom · Żylina, Słowacja · Sędzia: Stelios Trifonos Cypr · |

| 816 lipca 2009 | Anorthosis Famagusta      | 2:1   | OFK Petrovac |                                                                                    |
| 19:00 CET      | Fernandes 11' · Laban 14' | (2:0) | Lakić 84'    | Stadion Antonisa Papadopoulosa · Larnaka, Cypr · Sędzia: Mark Clattenburg Anglia · |

| 916 lipca 2009 | St. Patrick’s Athletic | 1:1   | Valletta FC |                                                                    |
| 20:45 CET      | O’Brien 38'            | (1:0) | Agius 65'   | Richmond Park · Dublin, Irlandia · Sędzia: Andrejs Sipailo Łotwa · |

| 1016 lipca 2009 | Omonia Nikozja                                            | 4:0   | HB Tórshavn |                                                                   |
| 19:30 CET       | Karipidis 3' · Patsadzoglu 11' · Żurawski 33' · Efrem 85' | (3:0) |             | Stadion GSP · Nikozja, Cypr · Sędzia: Gabriele Rossi San Marino · |

| 1116 lipca 2009 | ND Gorica | 1:0   | FC Lahti |                                                                                       |
| 20:00 CET       | Kršić 39' | (1:0) |          | Športni park Nova Gorica · Nova Gorica, Słowenia · Sędzia: Paulius Malžinskas Litwa · |

| 1216 lipca 2009 | Sigma Ołomuniec | 1:1   | Fram         |                                                                          |
| 19:00 CET       | Rossi Silva 89' | (0:1) | Fjóluson 21' | Andrův stadion · Ołomuniec, Czechy · Sędzia: Daniel Stalhammar Szwecja · |

| 1316 lipca 2009 | Legia Warszawa                                      | 3:0   | Metalurgi Rustawi |                                                |
| 20:00 CET       | Paluchowski 19' · Kiełbowicz 70' · Szałachowski 83' | (1:0) |                   | gospodarz · Sędzia: Anastassios Kakos Grecja · |

| 1416 lipca 2009 | Falkirk   | 1:0   | FC Vaduz |                                                                       |
| 20:30 CET       | Flynn 50' | (0:0) |          | Falkirk Stadium · Falkirk, Szkocja · Sędzia: Damien Ledentu Francja · |

| 1516 lipca 2009 | IF Elfsborg                             | 3:0   | Szombathelyi Haladás |                                                               |
| 19:00 CET       | Svensson 60' · Ishizaki 82' · Avdic 89' | (0:0) |                      | Borås Arena · Borås, Szwecja · Sędzia: Calum Murray Szkocja · |

| 1616 lipca 2009 | Rapid Wiedeń                                                 | 5:0   | KF Vllaznia |                                                                                  |
| 19:15 CET       | Hofmann 33' (k) · Jelavić 68' 73' · Trimmel 83' · Hoffer 85' | (1:0) |             | Gerhard-Hanappi-Stadion · Wiedeń, Austria · Sędzia: Władisław Bezborodow Rosja · |

| 1716 lipca 2009 | Naftan Nowopołock | 2:1   | KAA Gent  |                                                                        |
| 17:00 CET       | Degterew 21' 66'  | (1:0) | Marić 90' | Stadion Atłant · Nowopołock, Białoruś · Sędzia: Hüseyin Göçek Turcja · |

| 1816 lipca 2009 | Metalurgs Lipawa            | 2:1   | Dinamo Tbilisi |                                                                    |
| 18:00 CET       | Karlsons 41' · Kirhners 54' | (1:0) | Chmaladze 68'  | Stadion Daugava · Lipawa, Łotwa · Sędzia: Anders Hermansen Dania · |

| 1916 lipca 2009 | FC Differdange 03 | 1:0   | HNK Rijeka |                                                                                            |
| 20:00 CET       | Piskor 61'        | (0:0) |            | Stade du Thillenberg · Differdange, Luksemburg · Sędzia: Charles Joseph Richmond Szkocja · |

| 2016 lipca 2009 | Sūduva Mariampol | 0:1   | Randers FC   |                                                                         |
| 19:00 CET       |                  | (0:1) | Beckmann 23' | Stadion Sūduva · Mariampol, Litwa · Sędzia: Dragomir Stanković Serbia · |

| 2116 lipca 2009 | Vėtra Wilno | 0:1   | HJK Helsinki |                                                                |
| 19:00 CET       |             | (0:1) | Bah 15'      | Vetros · Wilno, Litwa · Sędzia: Gudmundur Petursson Islandia · |

| 2216 lipca 2009 | FK Miłano | 0:4   | Slaven Belupo                              |                                                                                     |
| 17:00 CET       |           | (0:4) | Csaba Csizmadia 26' · Vojnović 39' 41' 44' | Milano Arena · Kumanowo, Macedonia · Sędzia: Fernando Teixeira Vitienes Hiszpania · |

| 2316 lipca 2009 | Dynama Mińsk | 0:0 | Tromsø IL |                                                                     |
| 18:00 CET       |              |     |           | Stadion Dynama · Mińsk, Białoruś · Sędzia: Nodar Akalkaczi Gruzja · |

| 2416 lipca 2009 | KR                                 | 2:0   | AE Larisa |                                                                    |
| 21:15 CET       | B. Sigurðsson 55' · Takefusa 90+3' | (0:0) |           | KR-völlur · Reykjavík, Islandia · Sędzia: Tomasz Mikulski Polska · |

| 2516 lipca 2009 | Brøndby IF | 0:1   | Flora Tallinn |                                                                            |
| 20:05 CET       |            | (0:0) | Vanna 50'     | Brøndby Stadion · Brøndby, Dania · Sędzia: Johannes Valgeirsson Islandia · |

| 2616 lipca 2009 | Aalborg BK | 0:0   | Slavija Sarajewo |                                                                           |
| 19:30 CET       |            | (0:0) |                  | Energi Nord Arena · Aalborg, Dania · Sędzia: Stanisław Todorow Bułgaria · |

| 2716 lipca 2009 | Steaua Bukareszt       | 2:0   | Újpest FC |                                                                             |
| 19:30 CET       | Surdu 46' · Stancu 72' | (0:0) |           | Stadion Ghencea · Bukareszt, Rumunia · Sędzia: Michael Koukoulakis Grecja · |

| 2816 lipca 2009 | Metałurh Donieck                       | 3:0   | MTZ-RIPA Mińsk |                                                                           |
| 18:30 CET       | Mguni 34' · Mchitarian 42' · Godin 66' | (2:0) |                | Stadion Metałurh · Donieck, Ukraina · Sędzia: Dumitru Mihalache Rumunia · |

| 2914 lipca 2009 | Crusaders F.C. | 1:1   | Rabotniczki Skopje |                                                                            |
| 20:45 CET       | Rainey 90'     | (0:0) | B. Bozinowski 47'  | Stadion Seaview · Belfast, Irlandia Północna · Sędzia: Asaf Kenan Izrael · |

| 3016 lipca 2009 | Bene Jehuda Tel Awiw                            | 4:0   | Dinaburg FC |                                                                                        |
| 19:00 CET       | Galván 25' · Mori 38' · Atar 67' · Zhairi 90+3' | (2:0) |             | Stadion Bloomfield · Tel Awiw-Jafa, Izrael · Sędzia: Novo Panić Bośnia i Hercegowina · |

| 3116 lipca 2009 | NAC Breda                                                    | 6:0   | Gandzasar Kapan |                                                                          |
| 20:45 CET       | Kwakman 24' · de Graaf 55' 70' · Amoah 57' 61' · Lurling 68' | (1:0) |                 | Rat Verlegh Stadion · Breda, Holandia · Sędzia: Petteri Kari Finlandia · |

| 3216 lipca 2009 | Czerno More Warna | 1:0   | Iscra-Stali Rybnica |                                                                 |
| 19:00 CET       | Manołow 44'       | (1:0) |                     | Stadion Ticza · Warna, Bułgaria · Sędzia: Steve Tanner Anglia · |

| 3316 lipca 2009 | FK Sevojno | 0:0   | FBK Kaunas |                                                                             |
| 18:00 CET       |            | (0:0) |            | FK Partizan Stadion · Belgrad, Serbia · Sędzia: Anthony Buttimer Irlandia · |

| 3416 lipca 2009 | Flamurtari Vlora | 1:0   | Motherwell |                                                                         |
| 17:30 CET       | Strati 66'       | (0:0) |            | Stadiumi Flamurtari · Wlora, Albania · Sędzia: Fritz Stuchlik Austria · |

| 3516 lipca 2009 | Zestaponi      | 1:2   | Helsingborgs IF           |                                                                              |
| 16:00 CET       | Beneszwili 70' | (0:0) | Jönsson 62' · Larsson 89' | Stadion Centralny · Zestaponi, Gruzja · Sędzia: Carlo Bertolini Szwajcaria · |

| 3616 lipca 2009 | Skonto Ryga | 1:1   | Derry City  |                                                                      |
| 18:45 CET       | Kozlovs 17' | (1:1) | McManus 44' | Stadion Skonto · Ryga, Łotwa · Sędzia: Albert Toussaint Luksemburg · |

| 3714 lipca 2009 | Sliema Wanderers | 0:0   | Maccabi Netanja |                                                                          |
| 17:45 CET       |                  | (0:0) |                 | Ta’ Qali Stadium · Valletta, Malta · Sędzia: Veaceslav Banari Mołdawia · |

| 3816 lipca 2009 | Toboł Kustanaj | 1:1   | Galatasaray SK |                                                                           |
| 18:30 CET       | Żumaskaliew 2' | (1:0) | Baroš 58'      | Stadion Centralny · Kustanaj, Kazachstan · Sędzia: Libor Kovařík Czechy · |
| 18:30 CET       | Erdem 72'      | (1:0) |                | Stadion Centralny · Kustanaj, Kazachstan · Sędzia: Libor Kovařík Czechy · |

| 3916 lipca 2009 | Rudar Velenje | 0:1   | FK Crvena zvezda |                                                                                |
| 20:00 CET       |               | (0:0) | Perović 59'      | Stadion Ob Jezeru · Velenje, Słowenia · Sędzia: Jérôme Laperrière Szwajcaria · |

| 4016 lipca 2009 | FK Sarajevo   | 1:0   | Spartak Trnawa |                                                                                     |
| 20:15 CET       | Muminović 14' | (1:0) |                | Koševo · Sarajewo, Bośnia i Hercegowina · Sędzia: David Malcolm Irlandia Północna · |

## Rewanże
| 123 lipca 2009 | Qarabağ FK    | 1:0   | Rosenborg BK |                                                                              |
| 17:00 CET      | Sadıqov 45+1' | (1:0) |              | Stadion Tofiqa Bəhramova · Baku, Azerbejdżan · Sędzia: Mihaly Fabian Węgry · |

| 223 lipca 2009 | FC Paços de Ferreira | 1:0   | Zimbru Kiszyniów |                                                                              |
| 22:00 CET      | Cristiano 84'        | (0:0) |                  | D. Afonso Henriques · Guimaraes, Portugalia · Sędzia: Firat Aydinus Turcja · |

| 323 lipca 2009 | Polonia Warszawa                                   | 4:0   | AC Juvenes/Dogana |                                                                       |
| 18:00 CET      | Sarvas 11' 65' · Mierzejewski 45' · Chałbiński 54' | (2:0) |                   | Stadion Polonii · Warszawa, Polska · Sędzia: Paweł Salij Kazachstan · |

| 423 lipca 2009 | NK Široki Brijeg | 1:1   | Sturm Graz    |                                                                                     |
| 20:15 CET      | Šilić 61'        | (0:1) | Jantscher 41' | Pečara Stadion · Široki Brijeg, Bośnia i Hercegowina · Sędzia: Sandor Szabo Węgry · |

| 523 lipca 2009 | FC Santa Coloma    | 1:4   | FC Basel                                                   | |
| 19:00 CET      | dos Santos 42' (k) | (1:3) | Streller 12' · Gelabert 15' · Streller 40' · Almerares 88' | Estadi Comunal d'Aixovall · Andorra la Vella, Andora · Sędzia: Rusmir Mrković Bośnia i Hercegowina · |

| 623 lipca 2009 | Bangor City | 0:1   | FC Honka      |                                                                 |
| 21:05 CET      |             | (0:1) | Puustinen 39' | The Racecourse · Wrexham, Walia · Sędzia: Peter Sippel Niemcy · |

| 723 lipca 2009 | Dacia Kiszyniów | 0:1   | MŠK Žilina |                                                                                   |
| 18:30 CET      |                 | (0:0) | Oravec 47' | Stadion Zimbru · Kiszyniów, Mołdawia · Sędzia: Adrian Mccourt Irlandia Północna · |

| 823 lipca 2009 | OFK Petrovac                        | 3:1   | Anorthosis Famagusta |                                                                               |
| 17:00 CET      | Dragićević 15' · Rotković 78', 103' | (1:1) | Katsawakis 45+2'     | Stadion Gradski · Nikšić, Czarnogóra · Sędzia: Alan Black Irlandia Północna · |

| 923 lipca 2009 | Valletta FC | 0:1   | St. Patrick’s Athletic |                                                                    |
| 17:30 CET      |             | (0:0) | O’Brien 80'            | Centenary Stadium · Ta’ Qali, Malta · Sędzia: Matej Jug Słowenia · |

| 1023 lipca 2009 | HB Tórshavn   | 1:4   | Omonia Nikozja                          |                                                                    |
| 20:00 CET       | Jespersen 56' | (0:1) | Konstantinou 27' 66' 78' · Wenzel 90+1' | Gundadalur · Torshavn, Wyspy Owcze · Sędzia: Sten Kaldma Estonia · |

| 1123 lipca 2009 | FC Lahti                  | 2:0   | ND Gorica |                                                                 |
| 17:30 CET       | Litmanen 66' · Rafael 79' | (2:0) |           | Lahden Stadion · Lahti, Finlandia · Sędzia: Luca Banti Włochy · |

| 1223 lipca 2009 | Fram | 0:2   | Sigma Ołomuniec         |                                                                           |
| 21:00 CET       |      | (0:2) | Hubník 47' · Otepka 58' | Laugardalsvöllur · Reykjavík, Islandia · Sędzia: Paulo Costa Portugalia · |

| 1323 lipca 2009 | Metalurgi Rustawi | 0:1   | Legia Warszawa  |                                                                       |
| 15:30 CET       |                   | (0:1) | Szałachowski 8' | Stadion Poladi · Rustawi, Gruzja · Sędzia: Bernhard Brugger Austria · |

| 1423 lipca 2009 | FC Vaduz                  | 2:0   | Falkirk |                                                                         |
| 19:30 CET       | Noll 24' · Burgmeier 105' | (1:0) |         | Rheinpark · Vaduz, Liechtenstein · Sędzia: Draženko Kovačić Chorwacja · |

| 1523 lipca 2009 | Szombathelyi Haladás | 0:0   | IF Elfsborg |                                                                                               |
| 19:00 CET       |                      | (0:0) |             | Rohonci úti Stadion · Szombathely, Węgry · Sędzia: João Francisco Lopes Ferreira Portugalia · |

| 1623 lipca 2009 | KF Vllaznia | 0:3   | Rapid Wiedeń                    |                                                                   |
| 20:15 CET       |             | (0:0) | Hofmann 66' 90+2' · Lawaree 76' | Loro Boriçi · Szkodra, Albania · Sędzia: Bülent Yıldırım Turcja · |

| 1723 lipca 2009 | KAA Gent        | 1:0   | Naftan Nowopołock |                                                                       |
| 20:00 CET       | El Ghanassy 54' | (0:0) |                   | Jules Otten · Gandawa, Belgia · Sędzia: Carlos Clos Gómez Hiszpania · |

| 1823 lipca 2009 | Dinamo Tbilisi                    | 3:1   | Metalurgs Lipawa |                                                                      |
| 16:00 CET       | Merebashwili 18' 63' · Kashia 53' | (1:0) | Rafaļskis 49'    | Boris Paichadze · Tbilisi, Gruzja · Sędzia: Ninoslav Spasić Serbia · |

| 1923 lipca 2009 | HNK Rijeka                                      | 3:0   | FC Differdange 03 |                                                                   |
| 21:05 CET       | Cerić 20' · An. Sharbini 24' · Ah. Sharbini 64' | (2:0) |                   | Kantrida · Rijeka, Chorwacja · Sędzia: Vusal Aliyev Azerbejdżan · |

| 2023 lipca 2009 | Randers FC          | 1:1   | Sūduva Mariampol |                                                                   |
| 19:00 CET       | Leimonas 17' (sam.) | (1:0) | Lukšys 58'       | Randers Stadium · Randers, Dania · Sędzia: Hüseyin Göçek Turcja · |

| 2123 lipca 2009 | HJK Helsinki | 1:3   | Vėtra Wilno                                    |                                                                           |
| 18:00 CET       | Kamara 3'    | (1:2) | Grigalevičius 27' · Jankauskas 30' · Moroz 81' | Töölön Pallokenttä · Helsinki, Finlandia · Sędzia: Marcin Borski Polska · |

| 2223 lipca 2009 | Slaven Belupo                                                                                 | 8:2   | FK Miłano                  |                                                                            |
| 19:00 CET       | Poredski 24' · Vručina 45+3' · Tepurić 61' 74' · Vojnović 77' 88' · Gregurina 80' · Jurić 81' | (2:0) | Stojanović 59' · Alimi 75' | Gradski stadion · Koprivnica, Chorwacja · Sędzia: Michael Svendsen Dania · |

| 2323 lipca 2009 | Tromsø IL                                                  | 4:1   | Dynama Mińsk   |                                                                  |
| 19:00 CET       | Knarvik 28' 90+1' · Martynowicz 76' (sam.) · Moldskred 89' | (1:0) | Mbanangoye 83' | Alfheim · Tromso, Norwegia · Sędzia: Richard Liesveld Holandia · |

| 2423 lipca 2009 | AE Larisa  | 1:1   | KR                |                                                                  |
| 19:00 CET       | Tsigas 28' | (1:0) | G. Sigurdsson 75' | Alkazar · Larissa, Grecja · Sędzia: Marijo Strahonja Chorwacja · |

| 2523 lipca 2009 | Flora Tallinn | 1:4   | Brøndby IF                                                   |                                                                     |
| 17:45 CET       | Kasimir 80'   | (0:3) | Jallow 28' · Farnerud 35' · Holmén 45+1' · Kristiansen 90+2' | A. Le Coq Arena · Tallinn, Estonia · Sędzia: Johan Verbist Belgia · |

| 2623 lipca 2009 | Slavija Sarajewo                                 | 3:1   | Aalborg BK    |                                                                            |
| 20:15 CET       | Kutalia 35' · Djermanović 48' · Sćepanović 90+3' | (1:0) | Johansson 51' | Koševo · Sarajewo, Bośnia i Hercegowina · Sędzia: Andrea De Marco Włochy · |

| 2723 lipca 2009 | Újpest FC | 1:2   | Steaua Bukareszt          |                                                                                 |
| 19:45 CET       | Vasko 82' | (0:0) | Székely 58' · Grzelak 66' | Stadion im. Ferenca Szuszy · Budapeszt, Węgry · Sędzia: Andre Marriner Anglia · |

| 2823 lipca 2009 | MTZ-RIPA Mińsk | 1:2   | Metałurh Donieck           |                                                                     |
| 17:00 CET       | Ceolin 15'     | (1:1) | Mguni 35' · Mchitarian 85' | Stadion Traktar · Mińsk, Białoruś · Sędzia: Olivier Thual Francja · |

| 2923 lipca 2009 | Rabotniczki Skopje                                    | 4:2   | Crusaders F.C.             |                         |
| 17:00 CET       | B. Bozinovski 20' · Ze Carlos 35' 79' · Petkovski 84' | (2:0) | Owens 69' · Donnelly 90+3' | Stadion Gradski, Skopje |

| 3023 lipca 2009 | Dinaburg FC | 0:1   | Bene Jehuda Tel Awiw |                                                                         |
| 18:00 CET       |             | (0:1) | Atar 32'             | Stadion Daugava · Daugavpils, Łotwa · Sędzia: Brage Sandmoen Norwegia · |

| 3123 lipca 2009 | Gandzasar Kapan | 0:2   | NAC Breda                  |                                                                          |
| 17:30 CET       |                 | (0:2) | Lurling 14' · de Graaf 34' | Stadion Hanrapetakan · Erywań, Armenia · Sędzia: Simon Lee Evans Walia · |

| 3223 lipca 2009 | Iscra-Stali Rybnica | 0:3   | Czerno More Warna              |                                                                           |
| 19:00 CET       |                     | (0:1) | Manołow 25' 54' · Georgiev 60' | Stadionul Sheriff · Tyraspol, Mołdawia · Sędzia: Anders Hermansen Dania · |

| 3323 lipca 2009 | FBK Kaunas    | 1:1   | FK Sevojno  |                                                                    |
| 18:00 CET       | Fridrikas 76' | (0:0) | Vujović 48' | S. Darius & S. Girėnas · Kowno, Litwa · Sędzia: Meir Levi Izrael · |

| 3423 lipca 2009 | Motherwell                                                                        | 8:1   | Flamurtari Vlora |                                                                           |
| 20:45 CET       | Murphy 16' 19' 34' · Slane 25' · Forbes 28' (k) 50' · Hutchinson 38' · McHugh 72' | (5:0) | Roshi 64'        | Shyberry Excelsior · Airdrie, Szkocja · Sędzia: Michael Lerjeus Szwecja · |

| 3523 lipca 2009 | Helsingborgs IF              | 2:2   | Zestaponi                   |                                                                  |
| 20:45 CET       | Ekstrand 90+4' · Sundin 101' | (0:2) | Dwali 29' · Gelasszwili 32' | Olympia · Helsingborg, Szwecja · Sędzia: Hannes Kaasik Estonia · |

| 3623 lipca 2009 | Derry City | 1:0   | Skonto Ryga |                                                                  |
| 20:00 CET       | Deery 57'  | (0:0) |             | Brandywell · Derry, Irlandia · Sędzia: Pol Van Boekel Holandia · |

| 3723 lipca 2009 | Maccabi Netanja                  | 3:0   | Sliema Wanderers |                                                                            |
| 19:00 CET       | Samya 58' · Ezra 84' · Sabaa 89' | (0:0) |                  | Stadion Bloomfield · Tel Awiw, Izrael · Sędzia: Karen Nalbandyan Armenia · |

| 3823 lipca 2009 | Galatasaray SK         | 2:0   | Toboł Kustanaj |                                                                                           |
| 20:00 CET       | Sarp 64' · Çetin 90+2' | (0:0) |                | Stadion im. Alego Sami Yena · Stambuł, Turcja · Sędzia: Antonio Rubinos Pérez Hiszpania · |

| 3923 lipca 2009 | FK Crvena zvezda                                      | 4:0   | Rudar Velenje |                                                                            |
| 20:30 CET       | Bogdanović 37' · Jevtić 74' 90+4' · Carlos Mendes 85' | (1:0) |               | Stadion Crvena zvezda · Belgrad, Serbia · Sędzia: Maksim Lajuszkin Rosja · |

| 4023 lipca 2009 | Spartak Trnawa | 1:1   | FK Sarajevo |                                                                                       |
| 19:30 CET       | Doležaj 19'    | (1:0) | Jahovik 88' | Stadion im. Antona Malatinskiego · Trnawa, Słowacja · Sędzia: Leontios Trattou Cypr · |